# 訃報 2013年12月
訃報 2013年12月（ふほう 2013ねん12がつ）では、2013年12月に物故した、又は物故が報じられた人物についてまとめる。

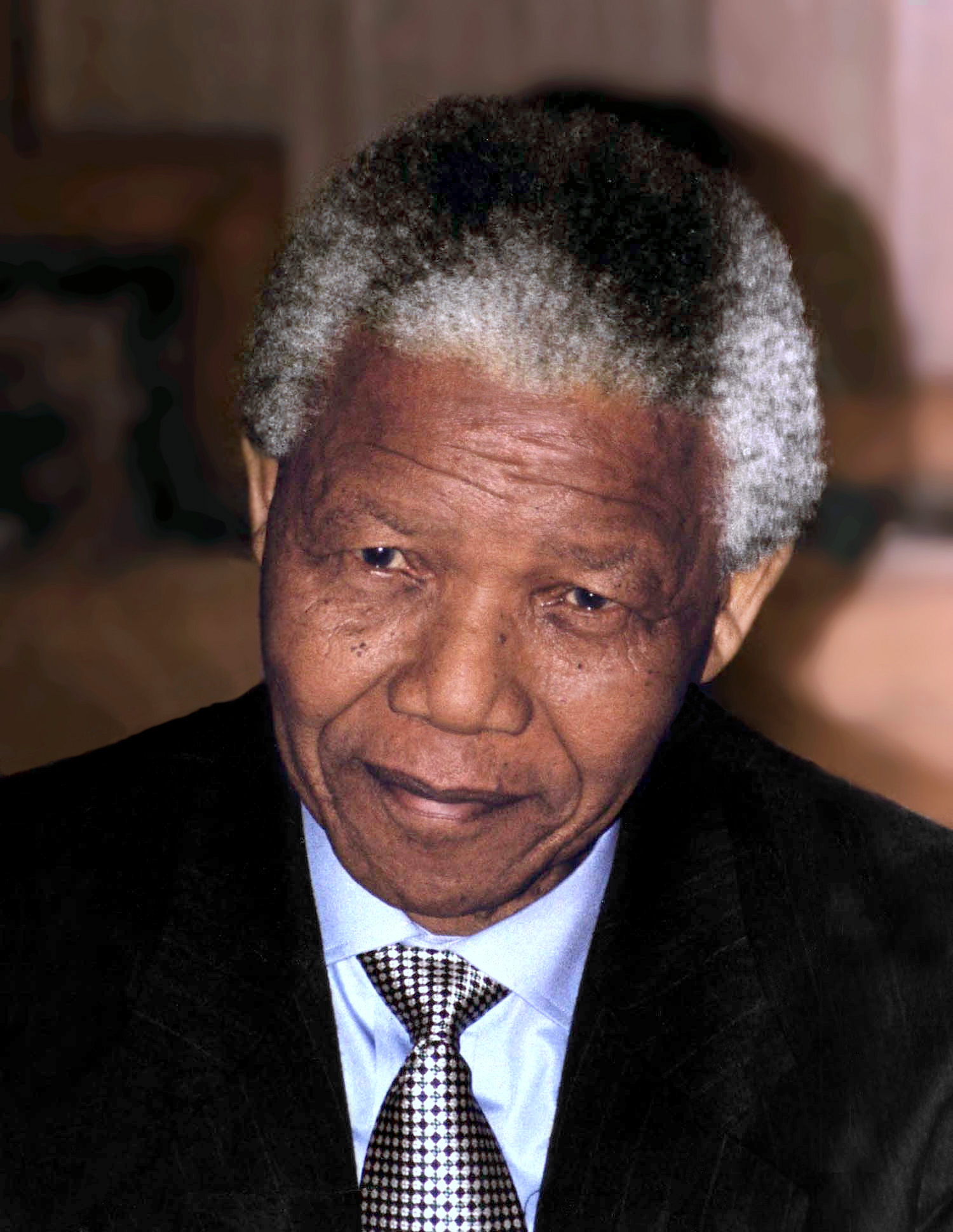
ネルソン・マンデラ／12月5日没

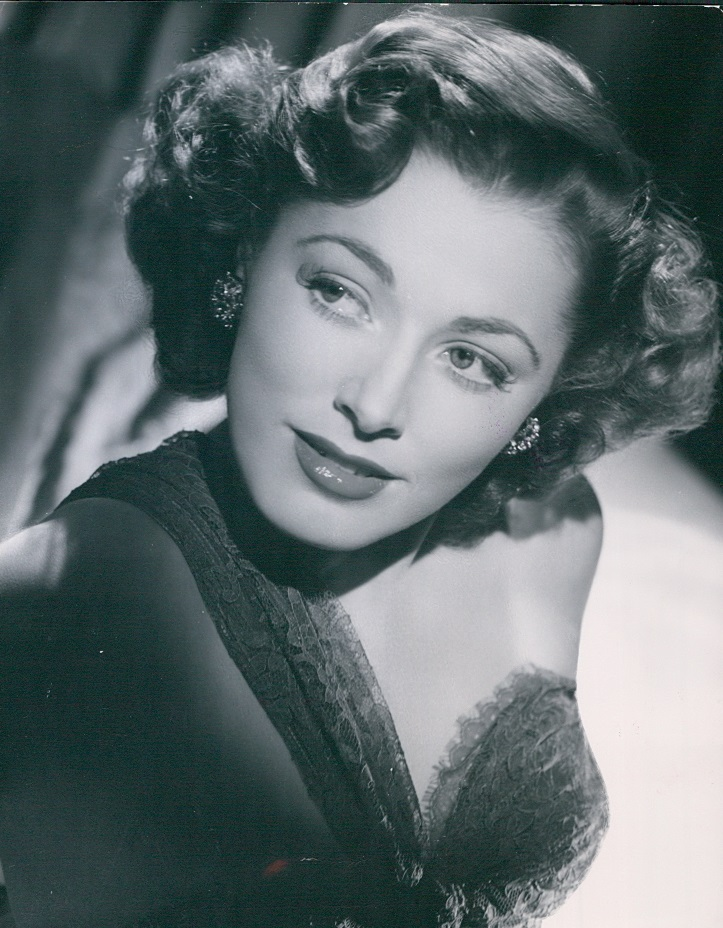
エリノア・パーカー／12月9日没

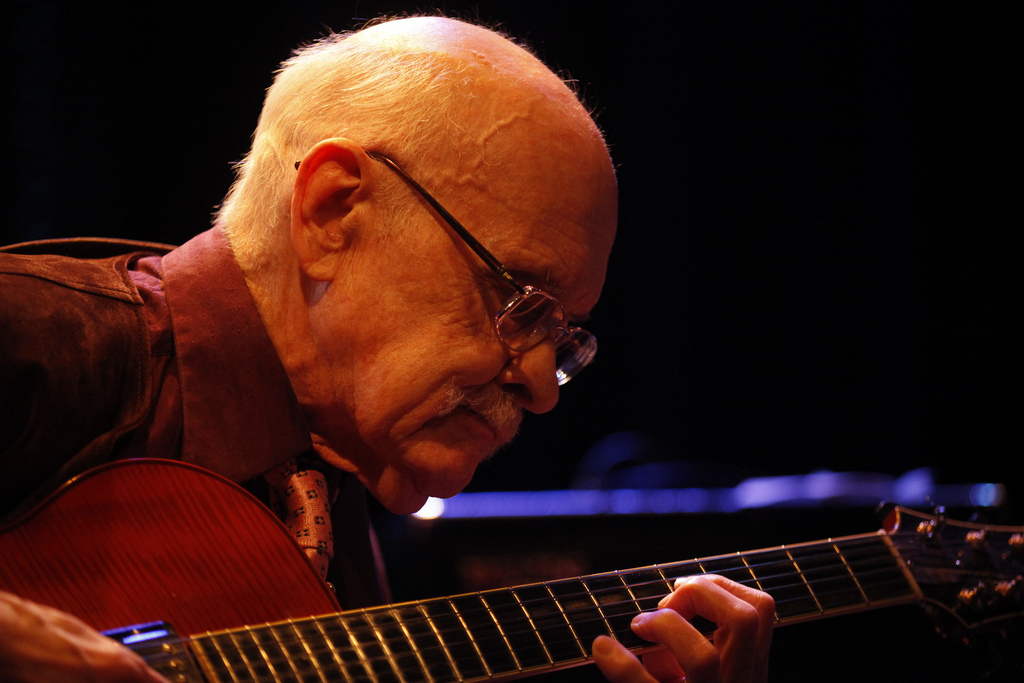
ジム・ホール／12月10日没

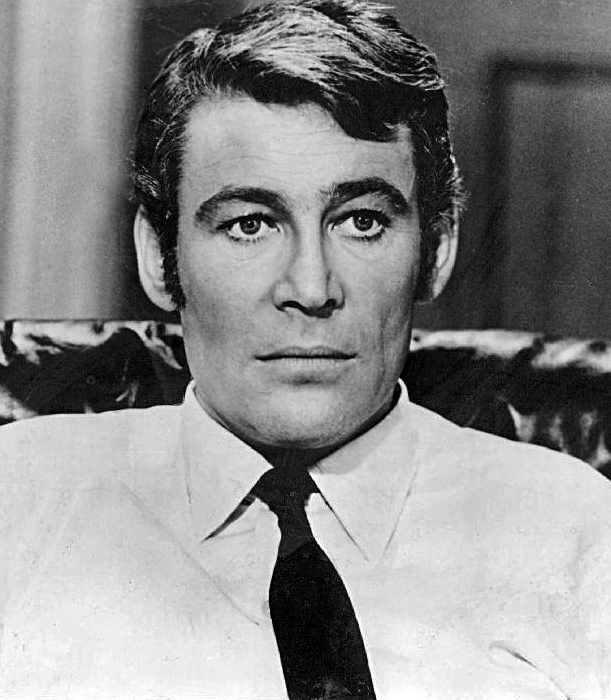
ピーター・オトゥール／12月14日没

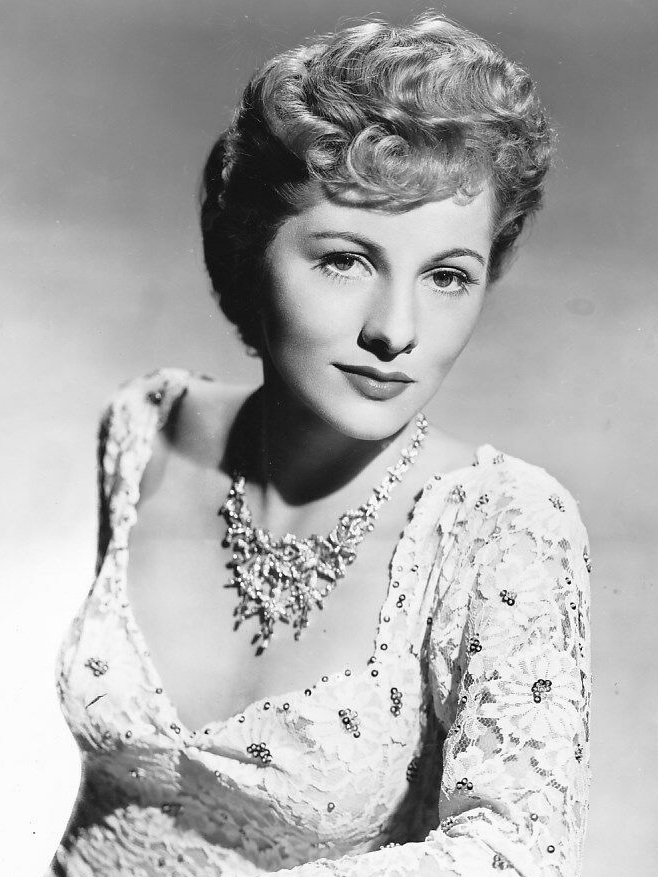
ジョーン・フォンテイン／12月15日没

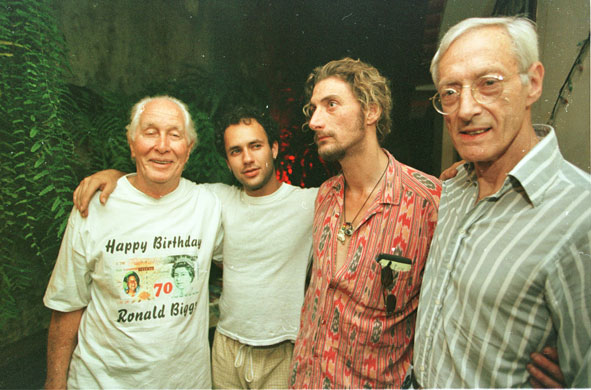
ロナルド・ビッグズ（左端）／12月18日没

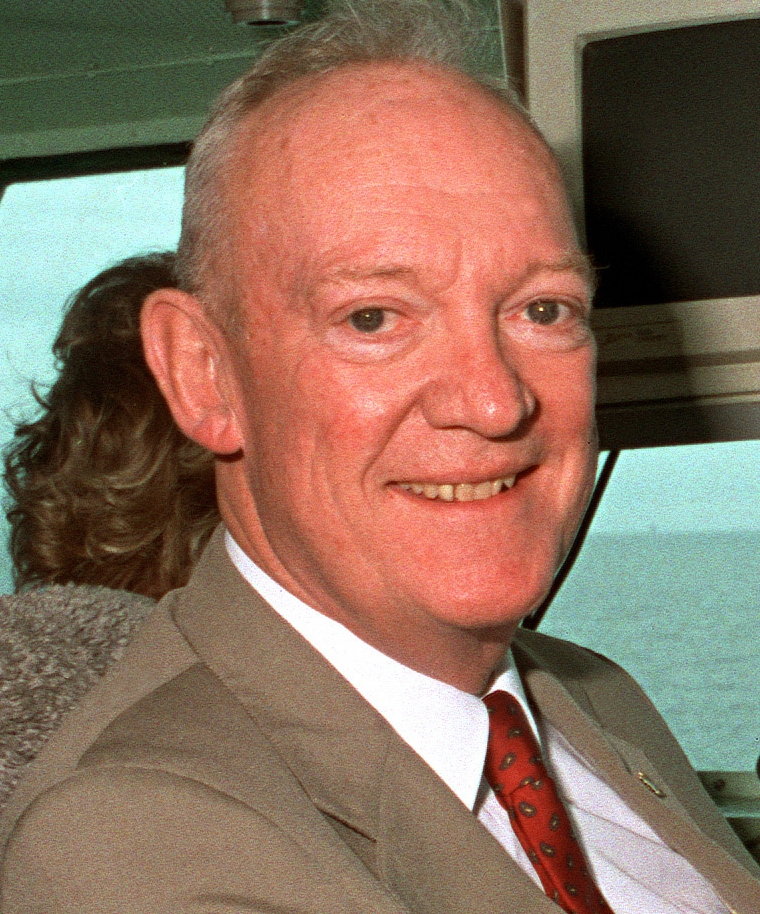
ジョン・アイゼンハワー／12月21日没

## 1日 - 15日
- 12月1日 - 長田博、日本の海上自衛官、第16代海上幕僚長（* 1927年）[1]
- 12月1日 - 吉田直儀、日本の政治家、元秋田県若美町長（* 1939年）[2]
- 12月1日 - 小倉洋二、日本の映画助監督（* 1942年）[3]
- 12月2日 - 柄沢とし子、日本の政治家、元衆議院議員【日本共産党所属】（* 1911年）[4]
- 12月2日 - 佐藤勝巳、日本の評論家、北朝鮮に拉致された日本人を救出するための全国協議会（救う会）元会長、現代コリア研究所所長（* 1929年）[5][6]
- 12月2日 - クリストファー・エヴァン・ウェルチ、アメリカ合衆国の俳優（* 1965年）[7]
- 12月3日 - 楠田芳子、日本の脚本家（* 1924年）[8]
- 12月3日 - 北川弘二、日本の実業家、北川工業会長（* 1930年）[9]
- 12月3日 - 笹本正樹、日本の詩人、香川大学名誉教授（* 1931年）[10]
- 12月3日 - 長谷雄幸久、日本の政治家、元衆議院議員【公明党所属】（* 1933年）[11]
- 12月3日 - 横田幸信、日本の政治家、元長崎県深江町長（* 1941年）[12]
- 12月3日 - 山丸郁夫、日本の実業家、アイヌ民族博物館理事（* 1956年）[13]
- 12月3日 - 青山純、日本のドラマー（* 1957年）[14]
- 12月4日 - 三栗谷信雄、日本の物理学者、名古屋工業大学名誉教授（* 1925年）[15]
- 12月4日 - 樋口茂子、日本の小説家（* 1928年）[16]
- 12月5日 - ネルソン・マンデラ、南アフリカ共和国の政治家、第8代大統領（* 1918年）[17]
- 12月5日 - 上野衣子、日本のフィギュアスケート選手（* 1919年）[18]
- 12月5日 - 大屋麗之助、日本の実業家、元西日本鉄道会長（* 1923年）[19]
- 12月5日 - 角道謙一、日本の事務次官、農林水産事務次官、住専処理、農林系を陣頭指揮（* 1927年）[20]
- 12月5日 - 角野実、日本の実業家、元日特建設社長（* 1929年）[21]
- 12月5日 - コリン・ウィルソン、イギリスの小説家、評論家（* 1931年）[22]
- 12月5日 - 宇田誠、日本の実業家、元広島銀行頭取（* 1934年）[23]
- 12月5日 - 東倉洋一、日本の実業家、前国立情報学研究所副所長（* 1946年）[24]
- 12月5日 - 安里カツ子、日本の政治家、実業家、元沖縄県副知事、元りゅうせき副社長（* 1947年）[25]
- 12月5日 - 並木弘道、日本のプロゴルファー（* 1958年）[26]
- 12月6日 - 木宮和彦、日本の政治家、元参議院議員、学校法人常葉学園学園長（* 1927年）[27]
- 12月6日 - 高木大宇、日本の書家、読売書法会参与、日展会友（* 1930年）[28]
- 12月6日 - 鶴見浩二、日本の実業家、元富士製粉社長（* 1930年）[29]
- 12月6日 - 塚本修、日本の政治家、元香川県議会議長（* 1940年）[30]
- 12月6日 - 三浦第三、日本の野球指導者、明桜高校野球部監督（* 1940年）[31]
- 12月6日 - 吉村芳生、日本の異色画家（* 1950年）[32]
- 12月7日 - エドゥアール・モリナロ、フランスの映画監督（* 1928年）[33]
- 12月7日 - すまけい、日本の俳優（* 1935年）[34]
- 12月8日 - 東山一郎、日本の書家、読売書法会参事、日展参与（* 1928年）[35]
- 12月8日 - 志賀秀朗、日本の政治家、元福島県大熊町長（* 1931年）[36]
- 12月8日 - 小保内敏幸、日本の政治家、岩手県二戸市長（* 1950年）[37]
- 12月9日 - 巽豊彦、日本の英文学者、上智大学名誉教授、東京工科大学名誉教授（* 1916年）[38]
- 12月9日 - エリノア・パーカー、アメリカ合衆国の女優（* 1922年）[39]
- 12月9日 - 海渡五郎、日本の実業家、エトワール海渡会長（* 1928年）[40]
- 12月9日 - 三浦威、日本の俳優（* 1938年）[41]
- 12月10日 - 阿頼耶順宏、日本の中国文学者、追手門学院大学名誉教授（* 1924年）[42]
- 12月10日 - 橋本達雄、日本の古代日本文学研究者、専修大学名誉教授（* 1930年）[43]
- 12月10日 - ジム・ホール、アメリカ合衆国のジャズ・ミュージシャン、ギタリスト（* 1930年）[44]
- 12月10日 - 志賀秀朗、日本の政治家、元福島県大熊町長（* 1931年）[45]
- 12月10日 - 福留脩文、日本の多自然川づくりの専門家、建設コンサルタント、株式会社西日本科学技術研究所代表取締役（* 1943年）[46]
- 12月11日 - 小倉貞秀、日本の哲学研究者、広島大学名誉教授（* 1922年）[47]
- 12月11日 - 長塚安司、日本の美術史学者、東海大学名誉教授（* 1936年）[48]
- 12月11日 - 金城辰夫、日本の物理学者、徳島大学名誉教授（* 1939年）[49]
- 12月11日 - 西堀文隆、日本の経済学者、龍谷大学名誉教授（* 1941年）[50]
- 12月11日 - 竹邑類、日本の演出家、振付師（* 1942年）[51]
- 12月11日 - 望月則彦、日本のバレエ指導者、谷桃子バレエ団芸術監督（* 1946年）[52]
- 12月11日 - ケイト・バリー（英語版）、イギリスの写真家、ジェーン・バーキンとジョン・バリーの娘（* 1967年）[53]
- 12月12日 - 天辰登吉郎、日本の実業家、元三菱建設社長、元三菱鉱業セメント副社長（* 1915年）[54]
- 12月12日 - オードリー・トッター（英語版）、アメリカ合衆国の女優（* 1917年）[55]
- 12月12日 - 吉野孝、日本の政治家、元千葉県習志野市長（* 1926年）[56]
- 12月12日 - トム・ローリン、アメリカ合衆国の俳優、映画監督（* 1931年）[57]
- 12月12日 - 尾上たかし、日本の放送作家（* 1936年）[58]
- 12月12日【死亡報道】 - 張成沢、朝鮮民主主義人民共和国の政治家（* 1946年）[59]
- 12月13日 - 金国泰、朝鮮民主主義人民共和国の政治家（* 1924年）[60]
- 12月13日 - ダニエル・エスコバ（英語版）、アメリカ合衆国の俳優（* 1964年）[61]
- 12月14日 - 浜島義博、日本の病理学者、元京都女子大学学長、京都大学名誉教授（* 1923年）[62]
- 12月14日 - 三好正也、日本の実業家、元経団連事務総長、元J-WAVE会長（* 1928年）[63]
- 12月14日 - 堀木教恩、日本の僧侶、唐招提寺86世長老（* 1933年）[64]
- 12月14日 - 國重純二、日本のアメリカ文学者、東京大学名誉教授（* 1942年）[65]
- 12月14日 - ピーター・オトゥール、アイルランドの俳優（* 1932年）[66]
- 12月14日 - ジャネット・デイリー（英語版）、アメリカ合衆国の小説家（* 1944年）[67]
- 12月14日 - 岡内欣也、日本の実業家、三菱UFJ信託銀行会長（* 1951年）[68]
- 12月15日 - ジョーン・フォンテイン、アメリカ合衆国の女優（* 1917年）[69]
- 12月15日 - 小宮山正九郎、日本の実業家、銀座ルノアール創業者（* 1920年）[70]
- 12月15日 - 富永忠弘、日本の医者、寄磯診療所所長、東北大学教授（* 1928年）[71]
- 12月15日 - 築地容子、日本の歌手、女優（* 1931年）[72]
- 12月15日 - 浅田浩二、日本の農芸化学者、農学博士、京都大学名誉教授（* 1933年）[73]

## 16日 - 31日
- 12月16日 - レイ・プライス（英語版）、アメリカ合衆国のカントリー歌手（* 1926年）[74]
- 12月16日 - 小園善行、日本の政治家、元鹿児島県野田町長（* 1927年）[75]
- 12月16日 - 高橋理明、日本のウイルス学者、大阪大学名誉教授（* 1928年）[76]
- 12月16日 - 佐々木実、日本の実業家、元日立マクセル副社長（* 1934年）[77]
- 12月16日 - 小口絵理子、日本のフリーアナウンサー（* 1974年）[78]
- 12月17日 - 中峯照悦、日本の経済学者、広島大学名誉教授（* 1929年）[79]
- 12月17日 - 村上輝夫、日本の卓球選手（* 1937年）[80]
- 12月17日 - かしぶち哲郎、日本のドラマー・音楽家、ムーンライダーズのメンバー（* 1950年）[81]
- 12月18日 - 名久井裕三、日本の書家、毎日書道展名誉会員（* 1924年）[82]
- 12月18日 - 佐谷戸安好、日本の環境衛生学者、元摂南大学学長（* 1925年）[83]
- 12月18日 - ロナルド・ビッグズ、イギリスの列車強盗犯（* 1929年）[84]
- 12月18日 - 本宮哲郎、日本の俳人（* 1930年）[85]
- 12月18日 - 松旭斎菊代、日本の奇術師（* 1931年?）[86]
- 12月18日 - 犬伏恭平、日本の実業家、元三菱重工業取締役（* 1934年）[87]
- 12月18日 - 杜沢達美、日本の機械工学者、宇都宮大学名誉教授（* 1934年）[88]
- 12月19日 - 山本昂、日本の英文学者、元活水女子大学学長（* 1925年）[89]
- 12月19日 - 三木茂克、日本の実業家、美樹工業会長（* 1931年）[90]
- 12月19日 - 生野善章、日本の政治家、元徳島県羽ノ浦町長（* 1934年）[91]
- 12月19日 - 石黒鏘二、日本の彫刻家（* 1935年）[92]
- 12月19日 - 金児昭、日本の実業家、経営評論家（* 1936年）[93]
- 12月19日 - 大東隆行、日本の実業家、王将フードサービス社長（* 1941年）[94]
- 12月20日 - レジナルド・ロッシ（英語版）、ブラジルの歌手、作曲家（* 1944年）[95]
- 12月20日 - 新原保徳、日本の指導者、京セラ女子陸上競技部監督（* 1955年）[96]
- 12月20日 - 大浦正文、日本のバレーボール選手、指導者（* 1969年）[97]
- 12月21日 - ジョン・アイゼンハワー、アメリカ合衆国の陸軍准将、註ベルギー大使、ドワイト・D・アイゼンハワーの次男（* 1922年）[98]
- 12月21日 - 北岡徹、日本の実業家、元日本セメント社長（* 1923年）[99]
- 12月21日 - 森川憲明、日本の裁判官、高松高裁長官（* 1927年）[100]
- 12月21日 - 高橋久子、日本の労働官僚、元最高裁判所判事（* 1927年）[101]
- 12月21日 - 森田順人、日本の能楽笛方【森田流】（* 1928年）[102]
- 12月21日 - エドガー・ブロンフマン（英語版）、カナダの実業家、元シーグラム社長、元世界ユダヤ人会議議長（* 1929年）[103]
- 12月21日 - 渡辺一民、日本のフランス文学者、立教大学名誉教授（* 1932年）[104]
- 12月21日 - 萩原進、日本の運動家、三里塚・芝山連合空港反対同盟北原派事務局次長（* 1944年）[105]
- 12月22日 - 井上嘉介、日本の能楽師、能楽シテ方観世流、重要無形文化財保持者（* 1927年）[106]
- 12月22日 - 金本太中、日本の実業家、元カナモト社長（* 1929年）[107]
- 12月22日 - 白井孝市、日本の政治家、元愛知県田原市長（* 1931年）[108]
- 12月22日 - 小林好宏、日本の経済学者、北海道大学名誉教授（* 1935年）[109]
- 12月22日 - 重畠勝利、日本の調教師（* 1971年）[110]
- 12月23日 - ミハイル・カラシニコフ、ロシアの銃器設計者（* 1919年）[111]
- 12月23日 - ロバート・W・ウィルソン、アメリカ合衆国の実業家、慈善活動家（* 1926年）[112]
- 12月23日 - 伊藤建彦、日本の実業家、元富士銀行取締役、元ユニ・チャーム副社長（* 1932年）[113]
- 12月23日 - 谷田光雄、日本の実業家、元佐鳥電機副社長（* 1933年）[114]
- 12月23日 - リッキー・ローソン、アメリカ合衆国のドラマー（* 1954年）[115]
- 12月24日 - 関集三、日本の物理化学学者、大阪大学名誉教授（* 1915年）[116]
- 12月24日 - 中島省吾、日本の教育者、元フェリス女学院理事長（* 1922年）[117]
- 12月24日 - フレデリック・バック、カナダのアニメーション作家（* 1924年）[118]
- 12月24日 - 松井英男、日本の実業家、医学者、礫川浮世絵美術館館長（* 1930年）[119]
- 12月24日 - 折田栄作、日本の実業家、マルエー創業者（* 1938年）[120]
- 12月25日 - 雀部幸隆、日本の政治学者、名古屋大学名誉教授（* 1936年）[121]
- 12月25日 - 田中健介、日本の実業家、ケン・コーポレーション創業者（* 1939年）[122]
- 12月25日 - 平野国隆、日本の指導者、鳥栖高校野球部監督（* 1947年）[123]
- 12月25日 - 岡村幸四郎、日本の政治家、埼玉県川口市長（* 1953年）[124]
- 12月25日 - 杉田宗久、日本の裁判官、同志社大学法科大学院教授（* 1956年）[125]
- 12月26日 - ポール・ブレア（英語版）、アメリカの野球選手（* 1944年）[126]
- 12月27日 - 山下英雄、日本の政治家、元佐賀県鳥栖市長（* 1928年）[127]
- 12月27日 - 田口淳二、日本の政治家、元岐阜県議会議長（* 1929年）[128]
- 12月27日 - 竹林隆光、日本のデザイナー、ゴルフクラブデザイナー（* 1949年）[129]
- 12月28日 - 紀野一義、日本の仏教学者、宝仙学園短期大学学長（* 1922年）[130]
- 12月28日 - 堀田正之、日本の実業家、元虹技社長（* 1922年）[131]
- 12月28日 - 小林充、日本の元裁判官（仙台高等裁判所元長官）、法学者（* 1934年）[132]
- 12月28日 - 宮田加久子、日本の社会心理学者（* 1955年）[133]
- 12月28日 - PIE、日本のミュージシャン、AURAのメンバー（* 1967年）[134]
- 12月30日 - 高見沢二郎、日本の実業家、元インドネシア石油社長（* 1918年）[135]
- 12月30日 - 小野寺亮助、日本の政治家、元岩手県花泉町長（* 1922年）[136]
- 12月30日 - 大木伸夫、日本の演歌歌手（* 1925年）[137]
- 12月30日 - 市川典義、日本の心理学者、名古屋工業大学名誉教授（* 1926年）[138]
- 12月30日 - 豊蔵一、日本の建設官僚、第6代セントラル・リーグ会長（* 1927年）[139]
- 12月30日 - 村山徳五郎、日本の実業家、みすず監査法人、日本公認会計士協会会長（* 1932年）[140]
- 12月30日 - 一力英夫、日本の実業家、元朝日新聞社取締役（* 1934年）[141]
- 12月30日 - イーロ・マンチランタ（英語版）、フィンランドのノルディックスキー選手（* 1937年）[142]
- 12月30日 - 大瀧詠一、日本のミュージシャン（* 1948年）[143]
- 12月31日 - 早川精、日本の実業家、元大豊建設副社長（* 1918年）[144]
- 12月31日 - 山中正剛、日本のコミュニケーション学者、成城大学名誉教授（* 1927年）[145]
- 12月31日 - ジョン・フォーチュン（英語版）、イギリスの俳優（* 1939年）[146]
- 12月31日 - 西村英俊、日本の実業家、双日最高経営責任者（CEO）、西日本高速道路社長（* 1942年）[147]
- 12月31日 - 桂春駒、日本の落語家（* 1951年）[148]